# Linnaemya tessellata
Linnaemya tessellata là một loài ruồi trong họ Tachinidae.